# Платен, Клара Елизавета фон
Графиня Клара Елизавета фон Платен, урождённая фон Мейзенбург (24 января 1648, Eilhausen, Гессен — 30 января 1700, Ганновер) — ганноверская аристократка, официальная фаворитка ганноверского владетельного герцога Эрнста Августа (1729—1798).

## Биография
Клара Елизавета была старшей дочерью Георга Филиппа фон Мейзенбуга (1620–1669) и его жены, Анны Елизаветы (1625–1680). Отец тщетно пытался пристроить своих дочерей, Клару и её сестру Каролину, фрейлинами при французском дворе в Версале. Когда это оказалось невозможным, отец Клары и Каролины обратил своё внимание на куда менее пышный и несколько более провинциальный ганноверский двор, где его дочерей приняли охотно, и где они стали фрейлинами.
Около 1672 года Клара Елизавета стала любовницей ганноверского владетельного герцога Эрнста Августа (1729—1798), и в дальнейшем пользовалась большим влиянием на своего возлюбленного и на его политические дела. В сентябре 1673 года Клара Елизавета, продолжая оставаться любовницей герцога, вышла замуж за графа Франца Эрнста фон Платена (1631–1709), воспитателя сыновей герцога, которому этот брак, в конечном итоге, принёс должность первого министра Ганновера. Дети герцога и Клары, рождённые в период её брака, получили фамилию её законного мужа, фон Платен, однако воспитывались при герцогском дворе рядом с его законными детьми. Герцог был щедр со своей любовницей, и подарил ей загородный дворец, который в дальнейшем был перестроен в весьма популярную в XIX веке гостинцу на окраине города Ганновера (ныне не существует).
Клара Елизавета умела использовать бесконечные ссоры в семье герцога в своих интересах, и, во многом поэтому, считалась самой влиятельной женщиной в Ганновере. В 1688 году при ганноверском дворе появился молодой аристократ граф Филипп Кристоф фон Кёнигсмарк (1665—1694). В январе 1694 года Клара Елизавета попыталась выдать за графа свою дочь от связи с герцогом, Софию Шарлотту. Однако, граф фон Кёнигсмарк к тому моменту уже был любовником герцогини Софии Доротеи (1666—1726), невестки владетельного герцога Эрнста Августа, и супруги его законного сына и наследника Георга (1660—1727), и поэтому отказал. Оскорблённая отказом, и к тому же, как предполагают некоторые историки, тайно сама влюблённая в Кёнигсмарка (в этом случае его отказ был бы, так сказать, двойным), Клара Елизавета рассказала своему любовнику, герцогу Эрнсту, что супруга его сына имеет тайные связи на стороне. Результатом этого разговора стало то, что молодой граф Кёнигсмарк бесследно исчез, и никакие свидетельства его дальнейшей судьбы так и не были обнаружены, а герцогиня София Доротея по указанию своих супруга и свёкра, была заключена в замок Альден, где находилась под строгим надзором охраны, и который ей было запрещено покидать (правда, в её распоряжении были весь замок, несколько служанок, и неограниченное количество еды, из-за чего она в конце концов растолстела). Эта история, сегодня известная под названием «дело Кёнигсмарка», со временем вошла в немецкий фольклор и приобрела хрестоматийный статус в Германии.
После смерти графини Клары Елизаветы фон Платен, по рукам ходили рукописные копии её, якобы, признания в соучастии в убийстве Кенигсмарка, которое она, как говорят, сделала на смертном одре, однако, поскольку сохранившиеся рукописи являются вариантами, переписанными для дальнейшего распространения рукой посторонних лиц, проверить их подлинность оказалось невозможным.

## Судьба семьи
Младшая сестра Клары Елизаветы, Катарина, была любовницей юного герцога Георга, сына любовника её родной сестры, однако, после женитьбы на Софии Доротее (1682) он её оставил.
Дочь Клары Елизаветы, София Шарлотта, всю жизнь оставалась близкой подругой герцога Георга, своего единокровного брата. Когда в 1714 году Георгу была предложена британская корона, София Шарлотта последовала с ним в Англию, где заняла видное место при британском дворе. Её сын от брака с немецким аристократом графом Кильмансеггом имел чин ганноверского генерала от инфантерии, а  дальнейшие потомки на протяжении следующих 150 лет играли весьма значительную роль в истории Ганновера.